# Gryllotalpa stepposa
Gryllotalpa stepposa är en insektsart som beskrevs av Zhantiev 1991. Gryllotalpa stepposa ingår i släktet Gryllotalpa och familjen mullvadssyrsor. Inga underarter finns listade i Catalogue of Life.